# 石鏢鱸
石鏢鱸為輻鰭魚綱鱸形目鱸亞目河鱸科鏢鱸屬的其中一種，該物種分布於美國Cumberland河流域，體長可達5.7公分，棲息在中底層水域。